# Juglas
Juglas – jezioro w Rydze, nad którym znajduje się Łotewskie Muzeum Etnograficzne. Z jeziorem graniczą osiedla Berģi i Jugla.
W 2023 rozegrano tutaj Spinningowe Mistrzostwa Świata z Łodzi.